# États des Antilles néerlandaises
Les États des Antilles néerlandaises (en néerlandais : Staten van de Nederlandse Antillen ; en papiamento : Parlamento di Antias Hulandes) est le parlement des Antilles néerlandaises de 1938 à la dissolution de l'État en 2010.